# ترمس (نبات)
التُّرْمُس أو باقلي أو ترمس مصري (باللاتينية: Lupinus) هو جنسٌ نباتيٌ من فصيلة البقولية. يضم ما بين 200 و600 نوع، موطن كثيرٍ منها في الوطن العربي.

## أهميته الغذائية

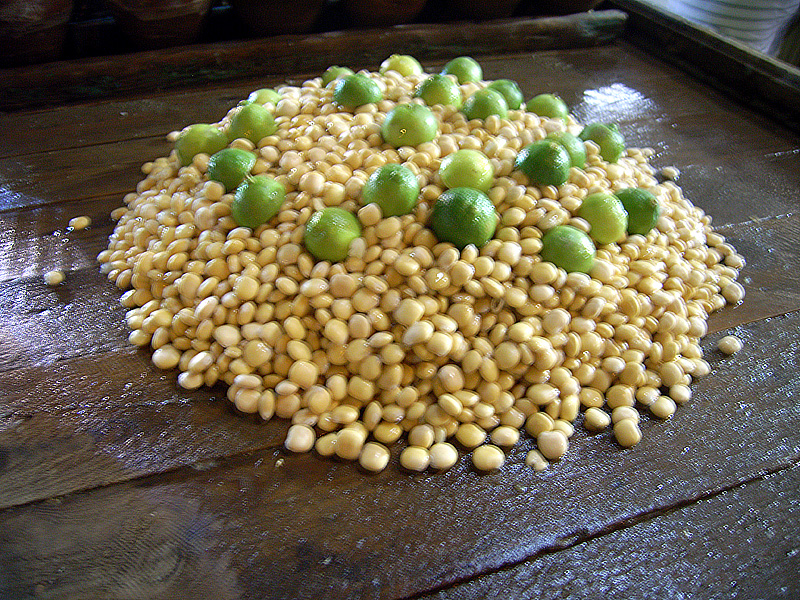
ترمس معد للتناول كوجبة خفيفة

يُستفاد من مطحون حبوب الترمس كَغسول لِمُعالجة الصلع حسب الطب العشبي.

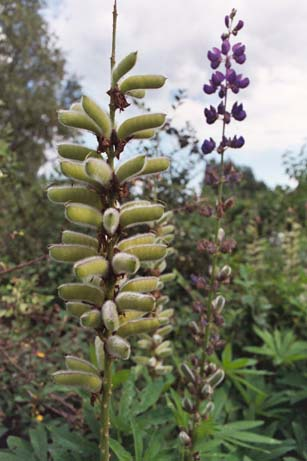
نبتة الترمس البرية

يحتوي الترمس، على نسبة 30% من البروتين، و34% من الكربوهيدرات ويحتوي على زيوت تترواح من 18–28%.
يزرع في مصر، وسوريا، ولبنان، والأردن، وفلسطين، والمغرب، ويمكن تناول بذوره بعد نقعها بالماء لعدة أيامٍ.

## من أنواع الترمس الأصيلة في الوطن العربي
- الترمس الأبيض.
- الترمس الأصفر.
- الترمس دقيق الأسدية في بلاد الشام، والمغرب العربي، وحوض المتوسط.
- الترمس الشعري.
- الترمس ضيق الأوراق.
- الترمس الفلسطيني.
- الترمس القسطنطيني في المغرب العربي، وإيطاليا، وإسبانيا، والبرتغال.

## من أنواع الترمس غير الأصيلة في الوطن العربي
- الترمس الأبيض الأوراق.
- الترمس الأريزوني.
- الترمس الأشهب.
- الترمس الأنطوني.
- الترمس الأيلي.
- الترمس البرتقالي.
- الترمس البرقوقي الأوراق.
- الترمس التكساسي.
- الترمس الثنائي اللون.
- الترمس الجميل.
- الترمس الذابل.
- الترمس الزغبي.
- الترمس الشاطئي.
- الترمس الشجري.
- الترمس الشجيري.
- الترمس الصخري.
- الترمس الصغير الأزهار.
- الترمس صوفي الأوراق.
- الترمس ضيق الأزهار.
- الترمس الطفري.
- الترمس الطويل.
- الترمس الطويل الأوراق.
- الترمس عديد الأوراق.
- الترمس العريض الأوراق.
- الترمس العصاري.
- الترمس العطري.
- الترمس الغوادالوبي.
- الترمس الفضي.
- الترمس القزم.
- الترمس قصير الساق.
- الترمس الكبريتي.
- الترمس الكونتي.
- الترمس المبهرج.
- الترمس المتقارب.
- الترمس المتناثر الأزهار.
- الترمس المرتب.
- الترمس المرتفع.
- الترمس المرجي.
- الترمس المعمر.
- الترمس الملون.
- الترمس الممتلئ.
- الترمس المنتشر.
- الترمس النهري.
- الترمس النيفادي.
- الترمس الهسباني في إسبانيا، والبرتغال.
- ترمس الوادي.

## استخداماته في التجميل
يستخدم موضعيًا كماسك لتنقية البشرة، وإزالة البثور والكلف والنمش والبقع السوداء من الوجه.

## طريقة الاستخدام في مجال التجميل
يستخدم الترمس المطحون مع ماء الورد فقط، ثم يوضع كماسك على البشرة أو الجسم، ويُترك نصف ساعةٍ، ويُكرر ذَلك ثلاث مراتٍ أسبوعيًا. ويمكن إضافة نقطتين ليمون للترمس المطحون إذا كانت البشرة دهنيةً، أو معلقة زبادي أو عسل إذا كانت البشرة عاديةً أو جافةً.
أما الترمس الحلو فإن له تأثيرًا فعالًا في إطالة الشعر ومنع تساقطه، وذلك عن طريق نقع الترمس في الماء يومًا كاملًا، وبعدها يستخدم الماء كدهانٍ على فروة الشعر يوميًا، مع المداومة عليه لمدةٍ لاتقل عن شهرين، بعدها نجد زيادةً ملحوظةً في طول الشعر وكثافته.

## فوائده الطبية
- مقوٍ جيد للأعصاب
- منبهٌ للقلب
- مدرٌ للبول
- مفيدٌ للهضم
- طاردٌ للديدان
- مفيدٌ للأمراض الجلدية كالأكزيما والصدفية
- مخفضٌ للسكر في الدم
- ينقي البشرة
- يسكن آلام المفاصل

## الترمس - محصولٌ زراعيٌ هامٌ
يعتبر محصول الترمس من المحاصيل الغذائية الهامة بالنسبة للإنسان والحيوان. ويتميز هذا المحصول بارتفاع نسبة البروتين في البذور حيث تصل نسبته إلى 30 – 40%، ونسبة الكربوهيدرات 34%، بالإضافة إلى ارتفاع نسبة الزيت إلى 18 – 28%.
ونظراً للتوسع الحالى في استصلاح الأراضي في مصر، يستخدم هذا المحصول كسمادٍ أخضرٍ لتحسين خواص التربة حديثة الاستصلاح، وذلك للعلاقة المباشرة لهذا المحصول بتحسين خواص التربة حديثة الاستصلاح، وزيادة نسبة الأزوت بها. بناءً على ما سبق ذكره، زاد الاهتمام بزراعة هذا المحصول، خاصةً بالأراضي الجديدة.
الترمس المر له فائدةٌ عظيمةٌ مجربةٌ لإزالة الحصوات، حيث يُغلى لمدة نصف ساعةٍ، ثم نتخلص من الغلية الأولى لأنها سامة، ثم نعيد غليه نصف ساعةٍ، ثم نضعها في الثلاجة، وكل يومٍ، نأخذ نصف كوبٍ على الريق، لمدة ثلاث أيام أو أربعة. للعلم جميع الاشعارات عن فوائد الترمس لم تُشير لهذه الفائدة.

### الأرض المناسبة
تجود زراعة محصول الترمس في الأراضي الطميية الرملية جيدة الصرف، نظراً لحساسية هذا المحصول للإصابة بأمراض الجذور، كما يزرع بنجاحٍ في الأراضي الرملية حديثة الاستصلاح التي لايزيد بها تركيز كربونات الكالسيوم عن 10%، ولاتجود زراعته في الأراضي الملحية والجيرية والغدقة سيئة الصرف والتهوية.
ميعاد الزراعة
وجد أن أنسب ميعاد لزراعة محصول الترمس هو الأسبوع الأول من شهر نوفمبر بالوجه البحرى والنصف الثاني من أكتوبر بالوجه القبلى والنصف الأول من أكتوبر بجنوب الوادى (توشكى وشرق العوينات).

### خدمة الأرض وطرقالزراعة
تحرث الأرض حرثتين متعامدتين وتزحف ثم تخطط بمعدل 12 خطا/ قصبتين، والزراعة في جورٍ بمعدل بذرتين في الجورة على الريشتين وعلى مسافة 30 سم بين الجور، وذلك في الأراضي الرملية حديثة الاستصلاح. أما في الأراضي القديمة، فتتم الزراعة في جورٍ على أبعاد 20 سم فيما بينها، مع وضع بذرتين في الجورة على ريشةٍ واحدةٍ.

### معدل التقاوى
أفضل معدل تقاوى لزراعة الترمس من 30 – 40 كجم / فدان.

### الأصناف
جيزة 1
مستنبط بالانتخاب الفردي من السلالات المحلية، ويتميز بقوة النمو، ويجود في منطقة الوجه البحرى. التزهير بعد 75 – 80 يوم من الزراعة. والنضج من 165 – 170 يوماً من الزراعة. ويعتبر من الأصناف التي تتحمل الذبول.
جيزة 2
مستنبط بالانتخاب الفردي من السلالات المحلية، ويتميز بقوة النمو ويجود في منطقة الوجه القبلى. ويتميز بالتبكير في التزهير عن الصنف جيزة 1 بحوالى أسبوع، وينضج بعد 160 يوماً من الزراعة.

### مقاومة الحشائش
تتم مقاومة الحشائش بالعزيق، ويحتاج المحصول من 2 – 3 عزقات حسب الأرض والحشائش المنتشرة بها. والعزقة الأولى تكون بعد 30 يومًا من الزراعة، والتالية بعد شهر من الأولى، والعزقة الأخيرة تتم حسب الحاجة إليها.

### التلقيح البكتيري
يجب إجراء التلقيح البكتيرى وخاصة في الأراضي التي لم يزرع فيها هذا المحصول من قبل والأراضي الجديدة، وينصح تلقيح تقاوى فدان الترمس في الأراضي التي يزرع بها هذا المحصول بمعدل كيسٍ واحدٍ من اللقاح البكتيرى المخصص للترمس، أما الأراضي الجديدة فينصح بمضاعفة هذه الكمية من (2 – 3 أكياس). ويتم التلقيح كما هو متبعٌ في المحاصيل البقولية الأخرى.

### معدلات التسميد
يتم إضافة جرعة تنشيطية من السماد النتروجينى مقدارها 15 كجم أزوت / فدان عند الزراعة، 150 – 200 كجم سوبر فوسفات أحادى 15% تضاف عند تجهيز الأرض للزراعة.. في الأراضي الرملية وحديثة الاستصلاح والفقيرة في محتواها من عنصر البوتاسيوم يضاف 50 كجم سلفات بوتاسيوم بعد 45 يوماً من الزراعة.

### الري
يعتبر محصول الترمس من المحاصيل الحساسة للري، حيث أن زيادة الري يتسبب عنها انتشار أمراض الذبول وعفن الجذور، كما أن نقص الري يؤدى إلى نقص المحصول، لذلك يعطى المحصول حوالى 3 ريات في أراضي الري المستديم، على أن تكون رية المحاياة بعد حوالى 45 يوماً من الزراعة، والرية الثانية قبل تكوين النورات الزهرية، والثالثة عند بداية امتلاء القرون. ويراعى أن يكون الري على الحامي نظراً لحساسية المحصول للري، ولتقليل الإصابة بأمراض التربة. أما الأراضي الرملية جيدة الصرف فيعطى المحصول من 5 – 7 ريات، بين الرية والأخرى 15 – 21 يوماً، حسب طبيعة التربة وحرارة الجو.

### الأمراض
أهم الأمراض التي تصيب الترمس هي أمراض اليربة، خاصة مرض عفن الجذور، والذبول. ولتقليل الإصابة بهذين المرضين يراعى الزراعة في الأراضي الخفيفة وجيدة التهوية، والصرف والزراعة في المواعيد الموصى بها، مع إتباع دورة زراعية مناسبة، بحيث لايزرع الترمس في نفس الأرض قبل مرور 2 – 3 سنوات.

### الحصاد
تختلف طريقة الحصاد باختلاف الغرض الذي يزرع من أجله المحصول، فإذا كان الغرض التسميد الأخضر، يتم حرث النباتات بالتربة مباشرةً بعد مرحلة التزهير، وقبل جفاف السيقان، على أن يكون الحرث مبكراً بدرجةٍ تسمح بتحليل النباتات المحصودة قبل زراعة المحصول التالي. كما أن الحرث المبكر يؤدي إلى الاستفادة الكاملة من كمية الأزوت الموجود بالنبات. أما إذا كان الغرض الذي يزرع من أجله الحصول على البذرة، فيتم الحصاد بعد تحول لون القرن للون البني الفاتح، وفي هذه الحالة تقلع النباتات باليد وتترك لتجف تحت الشمس، حتى تصل نسبة الرطوبة إلى 12%، ويتم الدراس بعد جفاف النباتات. وفترة نمو المحصول الأخضر من 15 – 30 طناً، تبعاً للصنف وظروف النمو وطبيعة الأرض، ويعطى الفدان محصول بذور يتراوح من 5 – 7 أردب، ووزن الأردب 150 كجم.